# Yarg
Le Yarg est un fromage anglais produit avec du lait de vache en Cornouailles. Le fromage est enveloppé avant d'arriver à maturité dans des feuilles d'ortie pour former une moisissure comestible sous la croûte. La texture est crémeuse sous les feuilles d'ortie et friable comme du Caerphilly au centre. Les orties, bien qu'étant l'ingrédient donnant son goût unique à ce fromage, étaient utilisées à l'origine pour améliorer la conservation.
Ce fromage est produit en 2010 dans la ferme Pengreep près de  Truro. Yarg est l'anacyclique de Gray qui est le nom de la famille qui a donné la recette de ce fromage à la ferme Pengreep dans les années 1970,,.

## Sources
- (en) Cet article est partiellement ou en totalité issu de l’article de Wikipédia en anglais intitulé « Yarg » (voir la liste des auteurs).